# Хозак, Рафаил Матвеевич
Рафаил Матвеевич Хозак (4 марта 1928 года, Москва — 28 июня 1989 года, там же) — советский композитор.

## Биография
Окончил музыкальное училище при Московской консерватории, затем — Музыкально-педагогический институт имени Гнесиных (класс композиции, занимался у Н. И. Пейко).
Автор инструментальных произведений, музыки для кино (самая известная работа — «Офицеры») и драматического театра.
Значительная часть произведений композитора связана с еврейской темой — сюиты для оркестра «Библейская» и «Герои Шолом-Алейхема», сюиты для скрипки и фортепиано «Страницы далекой юности», «Душа хореографа» (еврейские свадебные пантомимы для альта и фортепиано), «Еврейские лирические танцы» (для струнного оркестра).
Умер в 1989 году. Похоронен на Востряковском кладбище.

## Фильмография
1. 1958 — Весенний дождь (к/метражный)
2. 1965 — Сердце матери
3. 1966 — Верность матери
4. 1966 — Зося
5. 1967 — Георгиевский кавалер (к/метражный)
6. 1968 — Возвращение (телеспектакль)
7. 1968 — Годен к нестроевой
8. 1968 — Иван Макарович
9. 1968 — Шаги по земле
10. 1969 — Деревенские каникулы (к/метражный)
11. 1970 — Счастливый человек
12. 1971 — Офицеры
13. 1972 — Меченый атом
14. 1972 — Надежда
15. 1972 — Улица без конца
16. 1973 — Юнга Северного флота
17. 1974 — Блики
18. 1974 — Неоткрытые острова
19. 1975 — Горожане
20. 1975 — О чём не узнают трибуны
21. 1976 — Вечно живые (телеспектакль)
22. 1976 — Несовершеннолетние
23. 1978 — Супруги Орловы
24. 2006 — Вишнёвый сад (телеспектакль)

## Музыка к спектаклям
- «Вечно живые» — театр «Современник» — 1956

## Наиболее известные песни на музыку Р. Хозака
«Вечный огонь» («От героев былых времён…») — слова Е. Аграновича
«Третья осень» — слова Е. Аграновича
«Пожелание счастья» — слова Л. Ивановой